# Сонорска зелена крастава жаба
Anaxyrus retiformis е вид жаба от семейство Крастави жаби (Bufonidae). Видът е незастрашен от изчезване.

## Разпространение
Разпространен е в Мексико и САЩ.

## Описание
Продължителността им на живот е около 15,3 години. Популацията на вида е стабилна.